# NGC 7008
NGC 7008 is een planetaire nevel in het sterrenbeeld Zwaan. Het ligt 2800 lichtjaar van de Aarde verwijderd en werd op 14 oktober 1787 ontdekt door de Duits-Britse astronoom William Herschel.

## Synoniemen
- PK 93+5.2